# Rufipenne de Blyth
Onychognathus blythii
Espèce
Statut de conservation UICN

 LC  : Préoccupation mineure
Le Rufipenne de Blyth (Onychognathus blythii) est une espèce d'oiseaux qui appartient, comme toutes les rufipennes, à la famille des Sturnidae.
On trouve cette espèce dans l'est de l'Afrique (Djibouti, Érythrée, Éthiopie, Somalie) et l'île de Socotra. Son nom commémore l'ornithologue britannique Edward Blyth (1810-1873).